# Métrica interior de Schwarzschild
Na teoria da relatividade geral de Einstein, a métrica de Schwarzschild interior (também solução de Schwarzschild interior ou solução de fluido de Schwarzschild) é uma solução exata para o campo gravitacional no interior de um corpo esférico não rotativo que consiste em um fluido incompressível (implicando que a densidade é constante em todo o corpo) e tem pressão zero na superfície. Esta é uma solução estática, o que significa que não muda com o tempo. Foi descoberto por Karl Schwarzschild em 1916, que antes havia encontrado a métrica Schwarzschild externa.

## Mathematics

Coordenadas esféricas

A métrica Schwarzschild interna é enquadrada em um sistema de coordenadas esféricas com o centro do corpo localizado na origem, mais a coordenada de tempo. Seu elemento de linha é
{\displaystyle c^{2}{d\tau }^{2}={\frac {1}{4}}\left(3{\sqrt {1-{\frac {r_{s}}{r_{g}}}}}-{\sqrt {1-{\frac {r^{2}r_{s}}{r_{g}^{3}}}}}\right)^{2}c^{2}dt^{2}-\left(1-{\frac {r^{2}r_{s}}{r_{g}^{3}}}\right)^{-1}dr^{2}-r^{2}\left(d\theta ^{2}+\sin ^{2}\theta \,d\varphi ^{2}\right),}
onde
- {\displaystyle \tau } é o tempo adequado (tempo medido por um relógio que se move ao longo da mesma linha de mundo com a partícula de teste).
- {\displaystyle c} é a velocidade da luz.
- {\displaystyle t} é a coordenada de tempo (medida por um relógio estacionário localizado infinitamente longe do corpo esférico).
- {\displaystyle r} é a coordenada radial de Schwarzschild. Cada superfície de constante {\displaystyle t} e {\displaystyle r} tem a geometria de uma esfera com circunferência mensurável (adequada) {\displaystyle 2\pi r} e área {\displaystyle 4\pi r^{2}} (como pelas fórmulas usuais), mas a deformação do espaço significa que a distância adequada de cada concha ao centro do corpo é maior do que {\displaystyle r}.
- {\displaystyle \theta } é a colatitude (ângulo do norte, em unidades de radianos).
- {\displaystyle \varphi } é a longitude (também em radianos).
- {\displaystyle r_{s}}é o raio de Schwarzschild do corpo, que está relacionado à sua massa {\displaystyle M} por {\displaystyle r_{s}=2GM/c^{2}}, onde {\displaystyle G} é a constante gravitacional. (Para estrelas e planetas comuns, isso é muito menor do que seu raio adequado.)
- {\displaystyle r_{g}}é o valor do {\displaystyle r}-coordenar na superfície do corpo. (Isso é menor do que seu raio adequado (interior mensurável), embora para a Terra a diferença seja de apenas cerca de 1,4 milímetros.)

Esta solução é válida para {\displaystyle r\leq r_{g}}. Para obter uma métrica completa do campo gravitacional da esfera, a métrica interna de Schwarzschild deve ser combinada com a externa,
{\displaystyle c^{2}{d\tau }^{2}=\left(1-{\frac {r_{s}}{r}}\right)c^{2}dt^{2}-\left(1-{\frac {r_{s}}{r}}\right)^{-1}dr^{2}-r^{2}\left(d\theta ^{2}+\sin ^{2}\theta \,d\varphi ^{2}\right),}
na superfície. Pode ser facilmente visto que os dois têm o mesmo valor na superfície, ou seja, em {\displaystyle r=r_{g}}.

### Outras formulações
Definindo um parâmetro
{\displaystyle {\mathcal {R}}^{2}=r_{g}^{3}/r_{s}}, we get
{\displaystyle c^{2}{d\tau }^{2}={\frac {1}{4}}\left(3{\sqrt {1-{\frac {r_{g}^{2}}{{\mathcal {R}}^{2}}}}}-{\sqrt {1-{\frac {r^{2}}{{\mathcal {R}}^{2}}}}}\right)^{2}c^{2}dt^{2}-\left(1-{\frac {r^{2}}{{\mathcal {R}}^{2}}}\right)^{-1}dr^{2}-r^{2}\left(d\theta ^{2}+\sin ^{2}\theta \,d\varphi ^{2}\right).}
Também podemos definir uma coordenada radial alternativa {\displaystyle \eta =\arcsin {\frac {r}{\mathcal {R}}}} e um parâmetro correspondente {\displaystyle \eta _{g}=\arcsin {\frac {r_{g}}{\mathcal {R}}}=\arcsin {\sqrt {\frac {r_{s}}{r_{g}}}}}, produzindo
{\displaystyle c^{2}{d\tau }^{2}=\left({\frac {3\cos \eta _{g}-\cos \eta }{2}}\right)^{2}c^{2}dt^{2}-{\frac {dr^{2}}{\cos ^{2}\eta }}-r^{2}\left(d\theta ^{2}+\sin ^{2}\theta \,d\varphi ^{2}\right).}